# Caja Piura
Caja Piura es una caja de ahorros peruana con sede en la ciudad de Piura. Fue fundada el 4 de enero de 1982 por Gabriel Gallo Olmos. Proporciona servicios a empresarios del sector PYME.

## Historia
Caja Piura tiene sus orígenes en 1978, año en el que el estudiante de la Universidad de Piura, Gabriel Gallo Olmos, presentó una tesis para graduarse. Gallo propuso la creación de bancos municipales para el Perú. Posteriormente, el municipio de Piura tras evaluar su propuesta, dio luz verde a la propuesta.
La propuesta de Gallo llamó la atención del entonces ministro de Economía Javier Silva Ruete (natural de Piura). Eventualmente, Javier Silva realizó un proyecto de ley para la creación de cajas municipales de ahorro y crédito.
La Caja Municipal de Ahorro y Crédito de Piura inició sus operaciones como una institución de microfinanzas el 4 de enero de 1982, siendo su capital aportado por la Municipalidad Provincial de Piura. A su vez, se convirtió en la primera caja municipal del Perú.

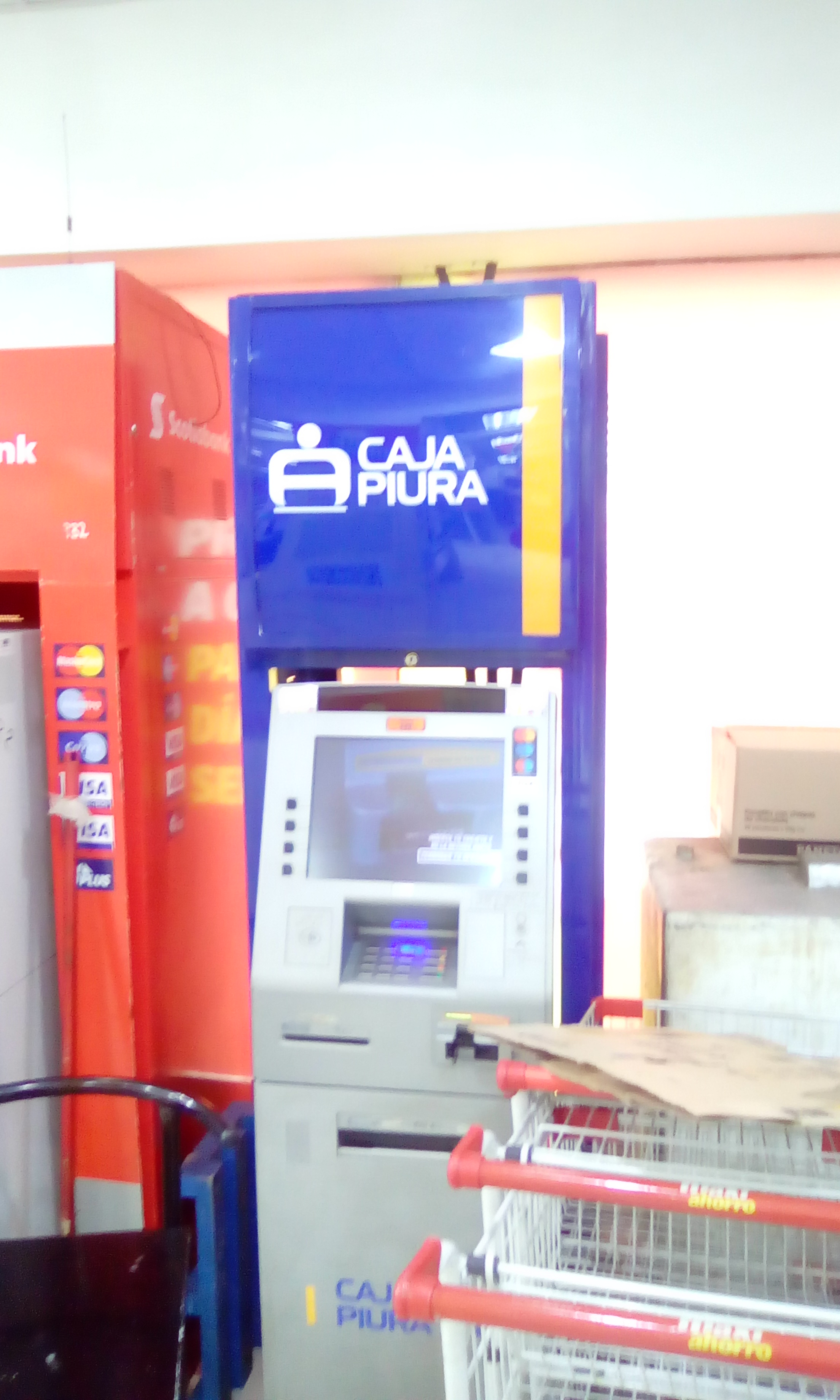
Cajero de Caja Piura

En 1986 inició su plan de expansión al interior de la provincia de Piura, inaugurando una agencia en el distrito de La Unión. En 1994 se inició el plan de expansión nacional fuera del departamento de Piura, inaugurando una agencia en la ciudad de Chiclayo. En el 2003 Caja Piura ingresó al mercado financiero de Lima, abriendo dos nuevas agencias en los distritos de Santa Anita y Miraflores. Posteriormente, en 2006 Caja Piura adquirió el 100% del accionario de CRAC San Martín y se consolidó en la región oriente. En el 2008, CMAC Piura adoptó el nombre comercial de Caja Piura para integrar a los clientes de CMAC Piura y CRAC San Martín para consolidarse en la región oriente.
En 2012, Caja Piura llega a las 100 agencias a nivel nacional, con presencia en 22 departamentos. En el 2014, Caja Piura se convirtió en la primera caja municipal en ser miembro asociado a Visa.
En 2016 Caja Piura es premiada en el concurso de Buenas Prácticas Laborales por el Ministerio de Trabajo.
El 14 de julio de 2024, Caja Piura, después de que ganara el concurso público entre esta y la Caja Huancayo, absorbió a la Caja Municipal de Ahorro y Crédito de Sullana, luego de que esta fuera intervenida por la Superintendencia de Banca, Seguros y AFP debido al deterioro de su solvencia, al igual que debido a las millonarias pérdidas registradas desde los últimos siete años. Tras esto, Caja Piura inició el proceso de transferencia de los clientes de la extinta Caja Sullana a la cartera de Caja Piura.

## Sucursales regionales
Caja Piura cuenta con sucursales y agencias en los siguientes departamentos del Perú:
- Arequipa
- Ayacucho
- Amazonas
- Apurímac
- Ucayali
- Piura
- Tumbes
- Lima
- Lambayeque
- San Martín
- Cajamarca
- Pasco
- La Libertad
- Áncash
- Junín
- Huancavelica
- Huánuco
- Ica
- Loreto
- Cusco
- Madre de Dios
- Tacna
- Callao
- Moquegua
- Puno